# Nate Fisher
Nathaniel Samuel Fisher, Jr. è un personaggio del serial televisivo Six Feet Under interpretato dall'attore statunitense Peter Krause.

## Biografia

### Personalità
Nate è, insieme a sua sorella minore Claire che però maturerà più tardi queste caratteristiche, l'unico componente della famiglia Fisher a vivere le proprie emozioni in modo aperto e a condividere abitualmente emozioni, esperienze e sentimenti con i familiari e con tutte le persone che gravitano intorno all'agenzia funebre. Questo suo carattere aperto, onesto, gentile e disponibile lo rende in breve tempo il miglior impresario funebre quando si tratta di consolare i parenti dei deceduti, e al tempo stesso lo rende molto ben voluto da tutta la famiglia e gli altri personaggi.

### Prima dell'inizio della serie
Nate Fisher è il più vecchio di tre fratelli ed il personaggio principale della serie. Six Feet Under, infatti, comincia con il suo ritorno a Los Angeles per la Vigilia di Natale, ma Nate ha poi scoperto della morte del padre in un incidente stradale. Nate è nato l'8 gennaio 1965 (nonostante in un episodio la sua patente ha rivelato che fosse del segno della bilancia), da Nathaniel Samuel Fisher, Sr. e Ruth Fisher, a Los Angeles.

### Durante la serie
Quando è cominciata la serie, alla Vigilia di Natale 2000, Nate è tornato a Los Angeles da Seattle per celebrare il Natale con la famiglia. Nate ha lasciato il business di famiglia anni prima. Dopo essersi diplomato alla Bonaventure High School, ha frequentato la UC Santa Cruz. Successivamente, ha viaggiato in Europa e si è stabilito a Seattle, dove è diventato manager di un'azienda di cibo organico. Comunque, dopo la morte del padre, Nate ha deciso di non tornare immediatamente a Seattle, ma di rimanere qualche giorno a Los Angeles. Il padre ha lasciato in eredità a lui e suo fratello David l'impresa funebre di famiglia. Nate, inizialmente contrario a proseguire il lavoro di famiglia, ha cambiato idea quando ha scoperto di avere un dono naturale nel confortare le persone. Nate e David, inizialmente, hanno discusso parecchio, con David che ha ricordato al fratello di aver lasciato la casa e questo lavoro; i due, però, sono riusciti ad operare bene assieme. Nel frattempo, Nate ha intrecciato una relazione con Brenda Chenowith, dopo un incontro casuale in aeroporto, che da un rapporto sessuale occasionale è diventato, col tempo, una storia vera e propria.
A luglio 2001 (cioè la fine della prima stagione), Nate ha scoperto di avere una malformazione ad una arteria (AVM), una potenzialmente fatale condizione che lo ha messo a rischio di una convulsione o ictus in ogni momento. Nate ha però deciso di non sottoporsi ad una rischiosa operazione, anche perché il dottore lo ha messo in guardia, dicendogli che non sempre ha portato risultati positivi. Nate ha dimostrato di soffrire di necrofobia, che lo ha portato a nascondere a tutte le persone vicine il fatto che rischiasse seriamente di morire giovane. È successivamente andato in visita da Lisa Kimmel, a Seattle. Lisa è stata la sua amante per molto tempo che ha trascorso in questa città. Qui ha mentito sulla sua storia con Brenda, definendola poco seria, ed inoltre ha avuto la sua prima crisi, dovuta alla AVM. Molti mesi dopo, Lisa ha lasciato Seattle per Los Angeles e Nate ha scoperto che fosse incinta. Attraverso il continuo della stagione, Nate ha cominciato ad abituarsi all'idea della morte e finalmente ha potuto avvisare la famiglia della sua situazione e dei rischi che avrebbe comportato un intervento chirurgico, che avrebbe comunque cercato di fare (mentre il suo dottore ha inizialmente detto, falsamente, che si sarebbe potuto fare senza rischi). Ha poi detto a Brenda la condizione di Lisa, incinta. Ma dopo aver saputo che Nate ha mentito sulla loro relazione, i due si sono separati. La stagione è terminata con un cliffhanger, con Nate che sta per subire una rischiosa operazione per salvarsi la vita.
La scena di apertura della terza stagione, ha visto Nate andare in temporaneo arresto cardiaco, causando quindi molte ipotesi sull'esito dell'operazione. Comunque, la serie passa direttamente nel tardo 2002, quando è rivelato che Nate è stato rianimato dai dottori e che si è sposato con Lisa; la loro figlia, Maya, ha tre mesi. La loro relazione, però, è tumultuosa, perché Lisa non ha fiducia in Nate e lui è risentito per il controllo subito e per la mancanza di gioia e proprio quando le cose sono cominciate a migliorare nella coppia, è stata denunciata la scomparsa di Lisa ed il suo corpo viene ritrovato un mese dopo, annegato. Nate è stato così costretto a confrontarsi con la morte di Lisa e col fatto di essere un genitore single. Successivamente, ha riallacciato la relazione con Brenda e i due si sono fidanzati nuovamente, per poi sposarsi sei mesi dopo, a ottobre 2004 (cioè all'inizio della quinta e ultima stagione). Il matrimonio, comunque, è rovinato dall'aborto spontaneo avuto da Brenda il giorno precedente. Durante tutta la quinta stagione, il rapporto tra Nate e Brenda diviene via via più difficoltoso, a causa delle divergenze a proposito del bambino in arrivo e della volontà di Nate di abbracciare il quaccherismo. Al culmine dello stress, Nate si ritrova a casa di Maggie, la figlia di George Sibley, e i due hanno un rapporto sessuale. Al termine di esso, mentre si riveste, Nate viene colpito da un violentissimo attacco dovuto alla ricomparsa della MAV, che sembrava essere stata debellata alcuni anni prima. Portato d'urgenza in ospedale, riesce miracolosamente a sopravvivere alla prima notte. Il giorno successivo riacquista conoscenza e le sue condizioni sembrano orientate verso una veloce guarigione. La sera stessa però, con il fratello David al suo capezzale, Nate muore. Viene sepolto avvolto in un sudario dalla sua famiglia in un lotto di terreno, rispettando la sua volontà di avere un funerale ecologico.